# Jiří Holý
Jiří Holý (27. listopadu 1922 Ružomberok – 11. listopadu 2009 Praha) byl český herec, scénograf a výtvarník.

## Život
Původně měl být profesionálním výtvarníkem, po absolutoriu obchodní dvouleté akademie studoval grafiku a malířství až do doby, kdy nacisté v roce 1939 zavřeli české vysoké školy. Hrál ochotnicky divadlo. V květnu 1945 se stal členem skupiny levicových divadelníků Obratník, organizované Zdeňkem Míkou, která provozovala agitační pouliční divadlo. Po 2. světové válce se stal profesionálním hercem. V roce 1946 působil v zájezdové skupině Jindřicha Plachty, zařazené jako „Divadlo pod Plachtou“ do Vesnického divadla, později hrál v různých oblastních divadlech (Divadlo pracujících ve Zlíně 1947–1952, Ostrava 1952–1958, Pardubice 1958–1960). V letech 1960–1986 byl předním členem souboru pražského Divadla E. F. Buriana. V oblastních divadlech se také uplatnil jako scénograf a kostýmní výtvarník.
Od roku 1986 byl v důchodu a vystupoval pouze příležitostně. Jednalo se také o uznávaného rozhlasového a dabingového herce, který byl nositelem prestižní Ceny Františka Filipovského za celoživotní mistrovství v tomto oboru (1995). Byl rovněž držitelem Státní ceny a roku 1983 jmenován zasloužilým umělcem.
Ve filmu i v televizi ztvárnil velké množství drobnějších a epizodních rolí, zejména v mladším věku se často jednalo o různé záporné postavy (antihrdiny). Vyučoval herectví na brněnské JAMU a Pražské konzervatoři, po celý život se nepřetržitě věnoval výtvarné tvorbě (olejomalba a řezbářství), kterou představil na několika kolektivních i samostatných výstavách.

## Televize
- 1959 Král Šumavy (TV film) - role: Galapetr
- 1967 Deštník (TV inscenace povídky) – role: Christian Bouche, pojišťovák pojišťovny
- 1970 Úsměvy světa (TV cyklus, 2. díl: A. P. Čechov – 1. povídka: Umělecký výtvor) – role: advokát Dmitrij Kirilovič Uchov
- 1971 Rozsudek (TV seriál) – role: Richard Ohnesorg / Brenner
- 1972 Úsměvy světa (TV cyklus, 7. díl: Puding a la Chipolatta) – role: pan stolovník Cranbur
- 1973 Zlatovláska (TV filmová pohádka) – role: starý král
- 1973 Dny zrady (TV film) – role: plk. Fiala
- 1974-9 Třicet případů majora Zemana (TV seriál) - role: štábní kpt. Kristek, západní mafián Hakl
- 1986 Velké sedlo (TV seriál) – role: starý Šperl
- 1988 Hodinář (TV film) – role: vetešník Klimt
- 1988 Rodáci (TV seriál) - učitel Adamec

## Divadelní role, výběr
- 1949 Antonín Zápotocký, Jaroslav Nezval: Vstanou noví bojovníci, Sláma, Divadlo pracujících Gottwaldov, režie Jiří Dalík
- 1954 Edmond Rostand: Cyrano z Bergeracu, titulní role, Státní divadlo Ostrava, režie Jiří Dalík
- 1955 Ladislav Bublík: Horoucí láska, Alois Pěgřimek, Státní divadlo Ostrava, režie Jiří Dalík

## Scénografie, výběr
- 1950 Ilja Prachař: Hádajú sa o rozumné, Divadlo pracujících Gottwaldov

## Práce pro rozhlas
- 1967 Alexandre Dumas:Hrabě Monte Cristo (1967), Československý rozhlas, dramatizace: Jiří Zdeněk Novák, režie: Jaroslav Berger;
- 1988 Kocourkov (pohádka), Československý rozhlas Praha, dramatizace: Jana Dvořáková, režie: Ladislav Rybišar, role: purkmistr.
- 1993 Ladislav Klíma: Edgar. rozhlasová úprava Pavel Minks, dramaturg Hynek Pekárek, v režii. Josefa Červinky hráli: Jiří Schwarz, Simona Stašová a Jiří Holý.[7]